# Psychotria limba
Psychotria limba är en måreväxtart som beskrevs av Scott-elliot. Psychotria limba ingår i släktet Psychotria och familjen måreväxter. Inga underarter finns listade i Catalogue of Life.